# Nicolás Franco
Nicolás Franco Bahamonde (Ferrol, 1 de julio de 1891-Madrid, 15 de abril de 1977) fue un militar y político español, participante en la sublevación militar contra la II República que dio origen a la guerra civil española. Era el hermano mayor de Ramón, Pilar, María de la Paz y Francisco Franco Bahamonde, que encabezó la posterior dictadura.

## Biografía

### Formación
Su padre, Nicolás Franco Salgado-Araújo, fue General Intendente de la Armada Española, y su madre, María del Pilar Bahamonde y Pardo de Andrade, provenía de una familia con una gran tradición en la Marina.
Continuó la tradición marinera de la familia ingresando en la Escuela Naval Militar en Cádiz, donde alcanzó el grado de Oficial de la Armada Española, y en la Escuela de Ingenieros Navales, donde coincidió con Juan Antonio Suances, y se graduó como Ingeniero Naval.
Se casó en Madrid el 15 de septiembre de 1932 con María Isabel Pascual del Pobil y Ravello (Alicante, 15 de julio de 1908 - Madrid, 30 de octubre de 1995) y fue padre de Nicolás Franco Pascual del Pobil.

### Carrera política
Comenzó su carrera política durante la II República, llegando a ser Secretario General del Partido Agrario que presidía José Martínez de Velasco. De 1932 a 1934 ocupó el cargo de director de la Escuela Superior de Ingenieros Navales, y en 1935 fue nombrado director general de la Marina Mercante Española, a las órdenes del ministro de Marina Pedro Rahola, durante el mandato de Joaquín Chapaprieta.

### Guerra Civil
Siendo su hermano Francisco uno de los principales instigadores del golpe de Estado del 18 de julio de 1936, pronto se convirtió en uno de sus más importantes colaboradores, y tuvo gran influencia en la decisión de su nombramiento como futuro jefe de Estado. Su actividad durante la guerra se desarrolló como secretario general del Jefe del Estado, embajador en Italia en 1937 y desde el año siguiente completamente en Portugal, desde donde garantizó como Embajador el apoyo del gobierno de António de Oliveira Salazar al bando sublevado, así como de suministros materiales y colaboración para la detención de republicanos que traspasaban la frontera.

### Posguerra
En 1940 fue nombrado caballero gran cruz de la Orden de San Lázaro de Jerusalén. Fue ascendido en 1942 a general del Cuerpo de Ingenieros Navales de la Armada, y se mantuvo como embajador de España en Portugal hasta 1957. A su regreso a España desarrolló una intensa actividad financiera. Fue fundador y presidente del Consejo de la sociedad "Fabricación de Automóviles, SA" (FASA-Renault) y también fundador de "Fabricación de Automóviles Diesel, SA" (Fadisa), así como presidente honorario de Alcan Aluminio Ibérico y consejero de la Compañía Trasmediterránea de Navegación, así como director de Unión Naval de Levante. Fue igualmente consejero de Manufacturas Metálicas Madrileñas. Su hermano Francisco, ya como jefe de Estado, lo designó procurador en Cortes, cargo que desempeñó durante las legislaturas VI, VII, VIII, IX y X hasta su fallecimiento, en 1977.

## Fallecimiento
A las cuatro de la tarde del 15 de abril de 1977 fallecía en la Policlínica Naval de Madrid, víctima de complicaciones renales (insuficiencia y uremia aguda) surgidas tras una operación a la que fue sometido el 2 de marzo de ese mismo año a causa de una fractura de cadera. Los restos mortales estuvieron expuestos durante la noche del viernes y la mañana del sábado en una capilla ardiente instalada en el propio Hospital Policlínico de la Marina. Después de una Misa corpore insepulto, celebrada en la capilla del centro médico, fue trasladado, a las cuatro y media de la tarde, al cementerio madrileño de la Almudena donde fue enterrado poco después de las cinco de la tarde. Durante el traslado de los restos, la comitiva fue custodiada por la Policía Municipal y la Policía Armada. Al sepelio asistieron solamente la viuda, Isabel Pascual del Pobil; su hijo, Nicolás Franco Pascual del Pobil, y algunos familiares más, además de un grupo de altos oficiales de la Armada.

## Imputado por crímenes contra la humanidad
En 2008, fue uno de los treinta y cinco altos cargos del franquismo imputados por la Audiencia Nacional en el sumario instruido por Baltasar Garzón por los presuntos delitos de detención ilegal y crímenes contra la humanidad que supuestamente habrían sido cometidos durante la Guerra civil española y los primeros años del régimen de Franco. El juez declaró extinguida la responsabilidad criminal de Nicolás Franco cuando recibió constancia fehaciente de su fallecimiento, acaecido treinta y un años antes. Posteriormente la instrucción de la causa fue tan polémica que Garzón llegó a ser acusado de prevaricación, y juzgado y absuelto por el Tribunal Supremo.